# Jimmy Shergill
Jasjit Singh Gill, meglio noto come Jimmy Shergill o Jimmy Sheirgill (Gorakhpur, 3 dicembre 1970), è un attore indiano.

## Filmografia parziale
- Maachis, regia di Gulzar (1996)
- Mohabbatein, regia di Aditya Chopra (2000)
- Yeh Zindagi Ka Safar, regia di Tanuja Chandra (2001)
- Mere Yaar Ki Shaadi Hai, regia di Sanjay Gadhvi (2002)
- Dil Hai Tumhaara, regia di Kundan Shah (2002)
- Kehtaa Hai Dil Baar Baar, regia di Rahul Dholakia (2002)
- Haasil, regia di Tigmanshu Dhulia (2003)
- Munna Bhai M.B.B.S., regia di Rajkumar Hirani (2003)
- Charas, regia di Tigmanshu Dhulia (2004)
- Io & tu - Confusione d'amore (Hum Tum), regia di Kunal Kohli (2004)
- Silsiilay, regia di Khalid Mohamed (2005)
- Yahaan, regia di Shoojit Sircar (2005)
- Tom, Dick, and Harry, regia di Deepak Tijori (2006)
- Yun Hota To Kya Hota, regia di Naseeruddin Shah (2006)
- Lage Raho Munna Bhai, regia di Rajkumar Hirani (2006)
- Eklavya: The Royal Guard, regia di Vidhu Vinod Chopra (2007)
- Dehlii Heights, regia di Anand Kumar (2007)
- Raqeeb, regia di Anurag Singh (2007)
- Dus Kahaniyaan, registi vari (2007)
- A Wednesday, regia di Neeraj Pandey (2008)
- Tera Mera Ki Rishta, regia di Navaniat Singh (2009)
- Il mio nome è Khan (My Name Is Khan), regia di Karan Johar (2010)
- Tanu Weds Manu, regia di Aanand L. Rai (2011)
- Game, regia di Abhinay Deo (2011)
- Dharti, regia di Navaniat Singh (2011)
- Saheb Biwi Aur Gangster, regia di Tigmanshu Dhulia (2011)
- Dangerous Ishhq, regia di Vikram Bhatt (2012)
- Saheb Biwi Aur Gangster Returns, regia di Tigmanshu Dhulia (2013)
- Rangeelay, regia di Navaniat Singh (2013)
- Special 26 / Special Chabbis, regia di Neeraj Pandey (2013)
- Bullet Raja, regia di Tigmanshu Dhulia (2013)
- Fugly, regia di Kabir Sadanand (2014)
- Bang Bang!, regia di Siddharth Anand (2014)
- Tanu Weds Manu Returns, regia di Aanand L. Rai (2015)
- Traffic, regia di Rajesh Pillai (2016)
- Madaari, regia di Nishikant Kamat (2016)
- Happy Bhag Jayegi, regia di Mudassar Aziz (2016)
- Mukkabaaz, regia di Anurag Kashyap (2017)
- Saheb Biwi Aur Gangster 3, regia di Tigmanshu Dhulia (2018)
- Happy Phirr Bhag Jayegi, regia di Mudassar Aziz (2018)
- Zero, regia di Aanand L. Rai (2018)
- De De Pyaar De, regia di Akiv Ali (2019)
- Judgementall Hai Kya, regia di Prakash Kovelamudi (2019)

## Premi
- Apsara Film Producers Guild Awards
  - 2009: "Best Actor In A Supporting Role"
- BIG Star Entertainment Awards
  - 2013: "Most Entertaining Actor in a Thriller Film"
- PTC Punjabi Film Awards
  - 2011: "Best Actor"